# The Blueprint Dives
The Blueprint Dives è il quarto album in studio del gruppo musicale metal norvegese Extol, pubblicato nel 2005.

## Tracce
1. Gloriana – 3:26
2. Soul Deprived – 3:26
3. In Reversal – 5:37
4. Pearl – 2:55
5. From the Everyday Mountain Top – 3:46
6. Another Adam's Escape – 4:36
7. The Things I Found – 6:24
8. Lost in Dismay – 5:14
9. Essence – 3:43
10. Void – 5:38
11. The Death Sedative – 4:55

## Formazione
- Peter Espevoll - voce, chitarra
- Tor Magne Glidje - chitarre
- Ole Halvard Sveen - chitarre, voce
- John Robert Mjåland - basso
- David Husvik - batteria
- David Wallumrod - piano